# Parc national Ku-ring-gai Chase
Le parc national Ku-ring-gai Chase est un parc de Nouvelle-Galles du Sud en Australie situé à 25 km au nord de Sydney.
Le parc est situé à l'embouchure du fleuve Hawkesbury.

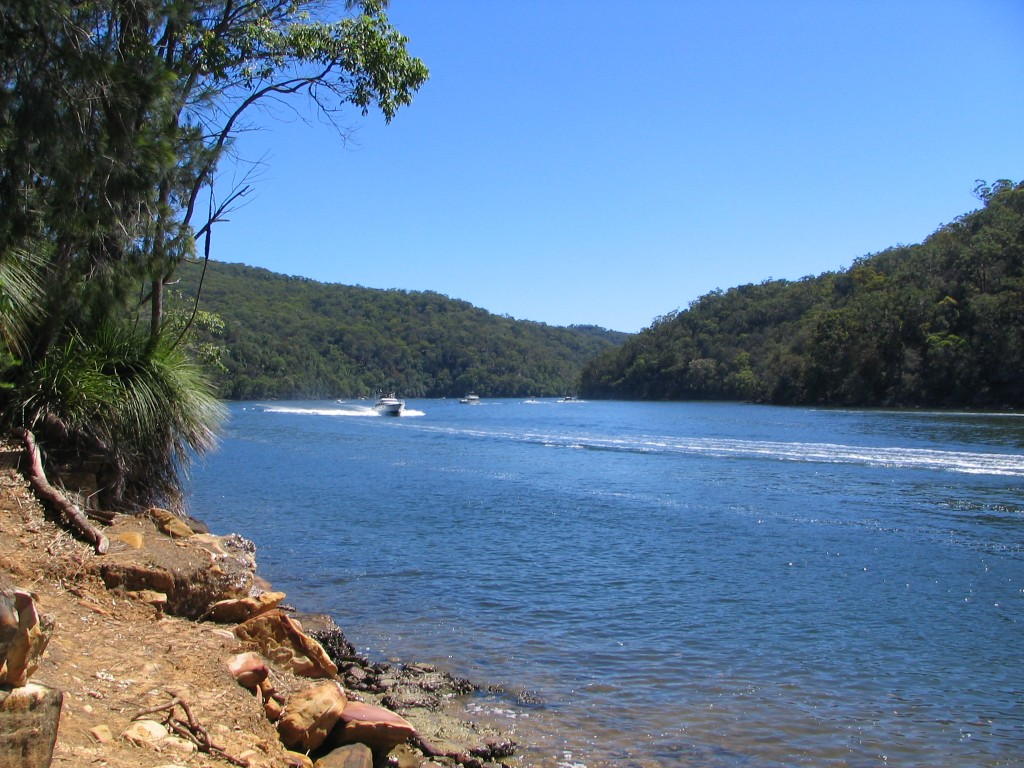
La Cowan Creek dans le parc national Ku-ring-gai Chase.

## Pétroglyphes

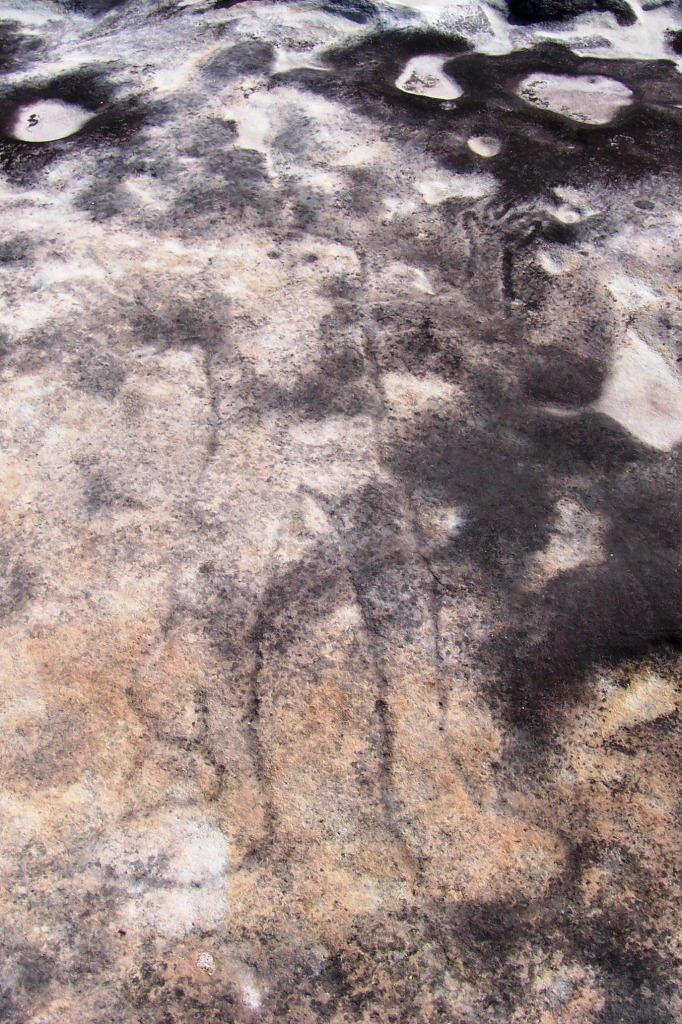
Représentation de Baiame (Mythologie aborigène)
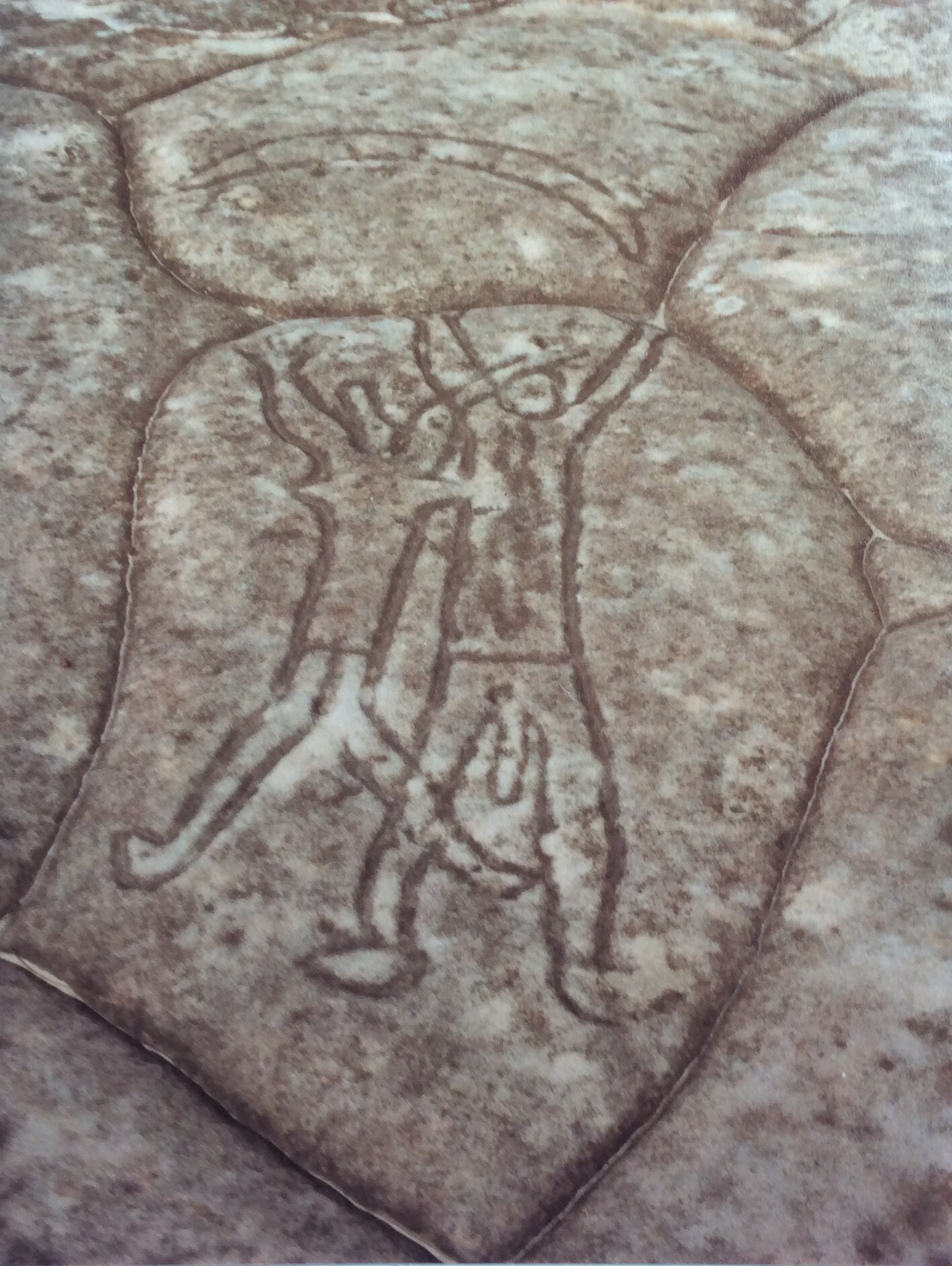
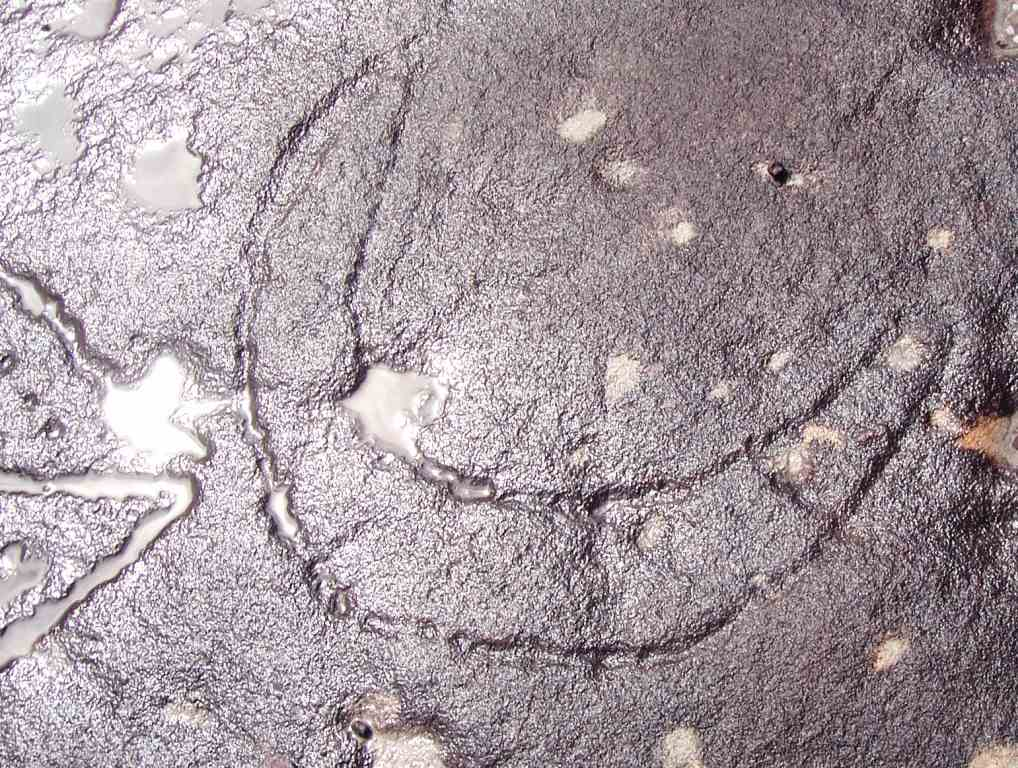
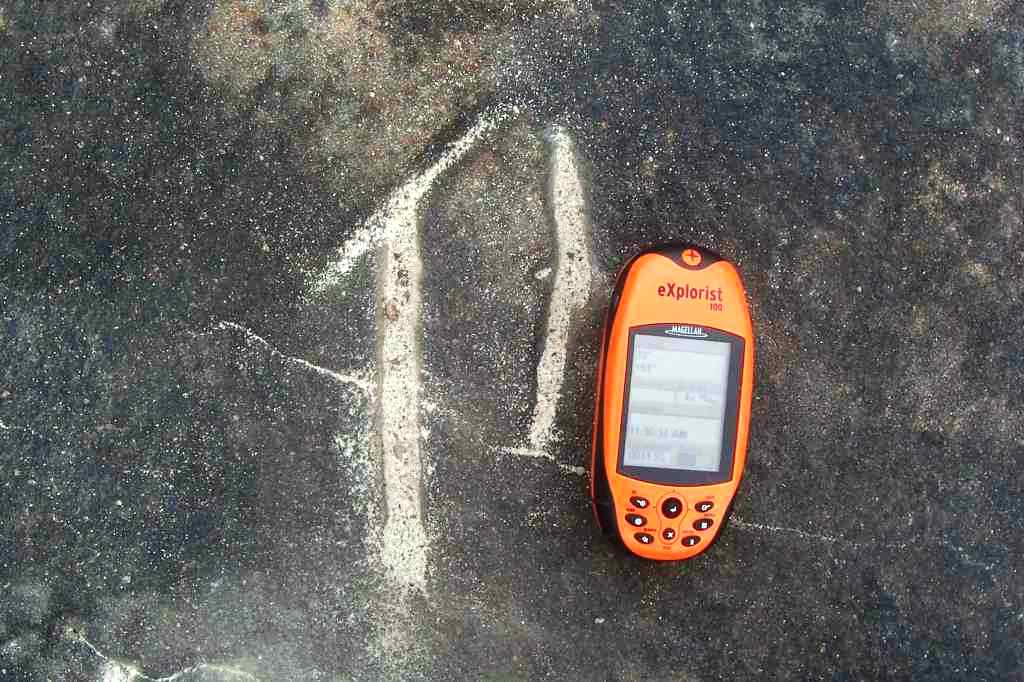
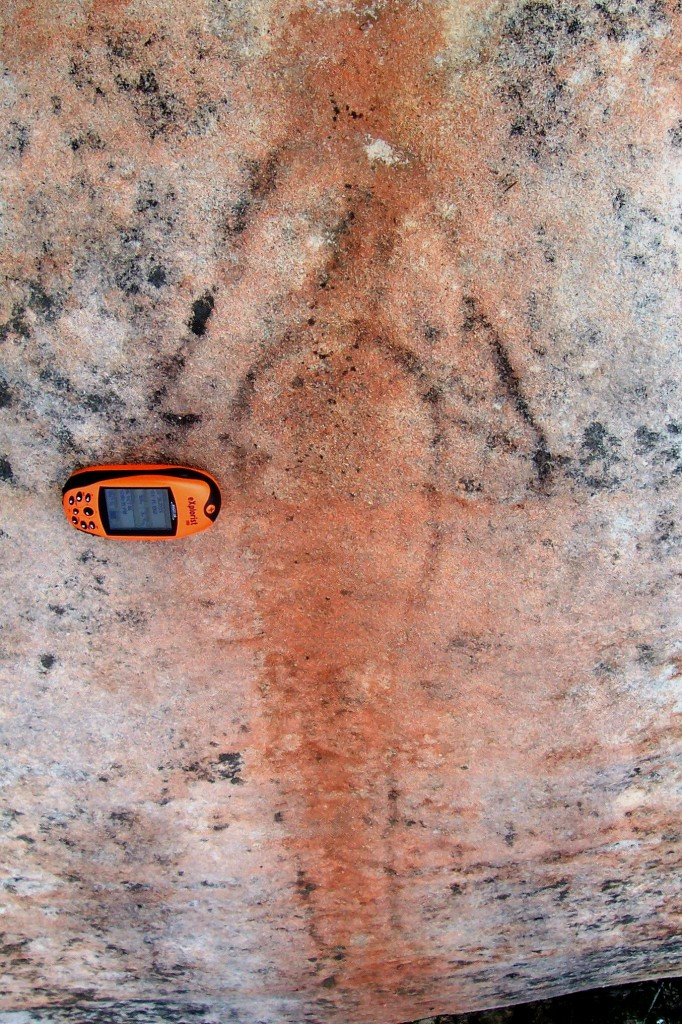